# Бой под Подлесьем
Бой под Подлесьем — бой между польскими повстанцами из «Мазовецкого корпуса» под командованием полковника Юзефа Миневского и русскими войсками, произошедший 22 апреля (4 мая) 1863 у деревни Подлесье (ныне часть города Буковно) в ходе Январского восстания.

## Предыстория
В ночь на 21 апреля (3 мая) 1863 года отряд Миневского общим числом от 500 до 800 бойцов пересек австро-российскую границу в районе деревни Чижувка. При этом мятежникам Миневского удалось установить контроль над одним из аванпостов разгромив небольшой отряд российской пограничной стражи. После чего большая часть отряда во главе с Миневским проследовала маршем на юго-запад через Кшешовице, где к ним примкнул отряд из 30 иностранных добровольцев под командованием Франческо Нулло. После этого одна часть мятежников встала лагерем в районе деревни Подлесье (ныне входит в состав города Буковно). Вторая (150 повстанцев) были оставлены в районе захваченного ранее контрольно-пропускного пункта ожидать подкреплений с продовольствием и амуницией с австрийской территории.

## Бой
Однако около 10 часов утра 22 апреля (4 мая) 1863 года мятежники оставленные на австро-российской границе (около 150 человек) подверглись нападению отряда регулярных войск. Под натиском русских, повстанцы стали стихийно отступать к основному лагерю отряда Миневского у деревни Подлесье. Лагерь находился на возвышенности и был хорошо укреплен, о чём командир отряда регулярных войск не знал, по-этому приказал преследовать бегущих повстанцев. Русские в течение нескольких часов упорно атаковали отступающих наседая на них, однако вскоре мятежники достигли лагеря с основными силами «Мазовецкого корпуса» и внезапно около 14:00 контратаковали русских.
Сначала вступив с противником в ожесточенную перестрелку в ходе которой особенно отличилась группа «Зуавов смерти» вооруженных бельгийскими штуцерами, от огня которых погибли или получили ранения множество русских солдат. В конечном итоге спустя несколько часов перестрелка переросла в рукопашную схватку в ходе которой русские понеся значительные потери были вынуждены около 17:00 отступить.

## Последствия
По польским данным потери отряда регулярных войск составили не менее 10 убитых и 50 раненых, потери мятежников оцениваются в несколько десятков убитых и раненых. Несмотря на победу мятежникам пришлось оставить свой лагерь и уже вечером 22 апреля (4 мая) отступить северо-восточнее в направлении Олькуша, где они стали лагерем между деревней Кшикавка и самим городом, обойдя его, что и привело на следующий день к разгрому «Мазовецкого корпуса» в сражении под Кшикавкой.